# Carl Eugen Prinz
Carl Eugen Prinz (* 24. Januar 1815 in Landau; † 13. März 1891 in Weyher) war ein deutscher Jurist, pfälzischer Konsistorial-Direktor und von 1849 bis 1861 bayerischer Landtagsabgeordneter.

## Leben
Prinz studierte Rechtswissenschaften in München und Heidelberg. Nach seinem Examen war er als Friedensrichter in Bergzabern und Landau tätig. Im Jahr 1851 übernahm er die Position des Konsistorialdirektors in Speyer. Er stand bis 1861 der Verwaltung der Vereinigten Protestantisch-Evangelisch-Christlichen Kirche der Pfalz vor.

## Politik
Prinz wurde 1848 in seiner Heimatstadt zum ersten Ersatzkandidaten für die Frankfurter Nationalversammlung gewählt. Nach dem Ausscheiden von Maximilian Glaß im Herbst 1848, der wegen seines Abstimmungsverhaltens von anderen Abgeordneten und in der Presse kritisiert wurde, rückte Prinz nicht in die Paulskirchenversammlung nach. Die Wahlmänner des Wahlkreises Landau wählten in einer Kampfabstimmung August Ferdinand Culmann gegen Franz Peter Buhl als Ersatzmann.
Prinz wurde nach dem gescheiterten Aufstand im Herbst 1849 in den 14. Landtag der bayerischen Kammer der Abgeordneten gewählt. Er vertrat dort den Stimmkreis Germersheim-Bergzabern (seit 1858 Germersheim) bis zum 20. Landtag der 10. Wahlperiode. Im Jahr 1861 zog sich Prinz von allen Ämtern zurück. Er starb 1891 in Weyher bei Edenkoben.
Im Landtag gehörte Prinz folgenden Ausschüssen an: Dem Ausschuss für die Gegenstände der Gesetzgebung sowie dem Ausschuss zur Beratung über den Entwurf der allgemeinen deutschen Wechselordnung (1849–1850) und dem Ausschuss für Gegenstände der Justiz sowie dem Ausschuss zur Behandlung des von dem Herrn Abgeordneten Boyé beantragten Gesetzentwurfes: „Einige Abänderungen in dem in der Pfalz geltenden Strafgesetzbuche und in der Strafprozeßordnung betr.“ (1851–1852).